# 우성용
우성용(禹成用, 1973년 8월 18일 ~ )은 대한민국의 은퇴한 축구 선수출신 축구 지도자이다. 강원도 고성군 출생으로 속초초등학교, 속초중학교, 강릉농공고등학교, 아주대학교를 졸업하였다. 191cm의 큰 키로 인하여 '꺽다리'라는 별명이 붙었다. 큰 키를 활용한 헤딩 득점력이 좋아 '고공 폭격기'라는 별명으로 불리기도 한다.

## 클럽 경력
1996년 부산 대우 로얄즈에서 데뷔하여, 1997년 K리그 우승, 1999년 K리그 준우승 등에 공헌하였다. 2003년 포항 스틸러스로 이적하여 2004년 K-리그 준우승에 공헌하였는데 럭키금성 황소에서 프로 생활을 시작한 1989년 6골 4도움으로 기대 이상의 활약을 펼쳤지만 연봉조정 때문에 1990년 그라운드를 떠나 19개월 동안 무적선수로 남아 있었다가 1991년 3월 5일 대우 로얄즈로 이적했으나 후보 신세를 면치 못하여 1992년 4월 17일 현금 트레이드된 뒤 1993년 정규시즌 최다골(10골)을 기록하여 재기에 성공한 차상해 이후 외부에서 이적한 포항 공격수 중 성공한 케이스가 됐다. 2003년 7월 27일 안양 LG 치타스와의 원정 경기에서 K-리그 통산 39번째로 20-20클럽에 가입하였다. 2005년 성남 일화 천마에 현금 트레이드로 이적 한 그는 2006년 수원 삼성 블루윙즈와 챔피언결정전 1차전에서 결승골을 기록하는 등 성남의 K리그 우승에 큰 공헌을 하였고, 2006년 K리그 득점왕에 올랐다. 2006년 5월 5일 제주 유나이티드와의 원정 경기에서 K리그 통산 17번째로 30-30클럽에 가입하였다.
2007년 울산 현대로 이적하여 2007년 하우젠 컵 우승 등에 공헌하였다. 2007년 10월 21일 대전 시티즌과의 홈 경기에서 K-리그 통산 8번째로 40-40클럽에 가입하였고, 2008년 5월 5일 제주 유나이티드와의 K-리그 8라운드 경기에서 K-리그 사상 4번째로 프로 통산 400경기 출장 기록을 세웠다. 2008년 8월 29일 대구 FC와의 K-리그 홈 경기에서 결승골을 기록하며 K-리그와 K-리그 컵대회 합산 통산 114골로 개인 통산 최다 득점 타이를 기록하였고, 9월 24일 대전 시티즌과의 하우젠 컵 홈 경기에서 골을 기록하며 K-리그와 K-리그 컵대회 합산 통산 115골로 개인 통산 최다 득점 신기록을 세웠다.
울산과의 계약이 만료된 후 2009년 1월 인천 유나이티드로 이적했다. 그 해 14경기에 출전한 후 현역 은퇴를 선언하고 인천의 2군 코치로 지도자 생활을 시작했다.

## 국가대표팀 경력
1995년 2월 19일, 다이너스티컵에서 중국과의 경기로 A매치 데뷔전을 치렀다. 2006년 FIFA 월드컵을 앞두고 십자인대 파열 부상을 입어 월드컵 본선행이 좌절된 이동국을 대신하여 우성용 발탁이 논의되었지만, 결국 선발되지 못하였다.
이후, 2007년 AFC 아시안컵 엔트리에 발탁되었으나, 음주 파동에 휘말리게 되어 국가대표 1년 자격정지 및 대한축구협회 주관 대회 2년 출전정지의 중징계를 받았다.

## 플레이 스타일
191cm의 장신에서 나오는 압도적인 공중전과 노련한 플레이가 강점이다.
몸싸움에 취약하다는 단점이 있었으나, 성남 일화 천마 시절 김도훈 코치의 도움으로 스크린 플레이하는 방법 등의 원톱 전술에 맞는 공격 방법을 익혀 극복하였다.

## 지도자 경력
2010시즌부터 인천 유나이티드의 코치로 부임했다.
2012년부터 인천의 U-15팀인 광성중학교의 감독으로 부임했다.
2019시즌을 앞두고 서울 이랜드 FC의 코치로 자리를 옮겼다. 이후 2019 시즌의 성적부진에 따라 김현수 감독이 자진사퇴함에 따라 서울 이랜드의 감독대행을 맡게 되었다.

## 경력 목록

### 선수 경력
- 1996년 ~ 2002년  부산 아이콘스
- 2003년 ~ 2004년  포항 스틸러스
- 2005년 ~ 2006년  성남 일화 천마
- 2007년 ~ 2008년  울산 현대
- 2009년  인천 유나이티드

### 국가대표팀 경력
- 2007년 AFC 아시안컵 대표
- 대회기간중 이운재 김상식 우성용 이동국과 술마셔서 눈물의 사죄 인터뷰도 함. 1년 자격정지 솜방망이 징계

## 수상 내역

### 개인
- 2001년 K리그 8월 베스트 11 선정
- 2001년 K리그 베스트 11 선정
- 2001년 일간스포츠 골든볼 시상식 브론즈 슈 수상
- 2004년 스포츠서울 선정 올해의 선수
- 2006년 스포츠토토 한국축구대상 MVP 수상
- 2006년 스포츠토토 한국축구대상 득점상 수상
- 2006년 스포츠토토 한국축구대상 베스트 11 선정
- 2006년 K리그 득점왕 수상
- 2006년 K리그 베스트 11 선정
- 2007년 축구인의 날 2006 프로부문 최우수선수상 수상
- 2008년 K리그 대상 공로상 수상

### 클럽

#### 부산 아이콘스
- K리그 우승 1회 (1997년)
- K리그 준우승 1회 (1999년)
- 아디다스컵 우승 1회 (1997년)
- 아디다스컵 준우승 1회 (2001년)
- 프로스펙스컵 우승 1회 (1997년)
- 필립모리스코리아컵 우승 1회 (1998년)
- 대한화재컵 준우승 1회 (1999년)

#### 포항 스틸러스
- K리그 준우승 1회 (2004년)

#### 성남 일화 천마
- K리그 우승 1회 (2006년)
- 삼성 하우젠컵 준우승 1회 (2006년)

#### 울산 현대 호랑이
- 삼성 하우젠컵 우승 1회 (2007년)

### 국가대표팀
- 2007년 AFC 아시안컵 3위